# Katamenes priesneri
Katamenes priesneri är en stekelart som först beskrevs av Giordani Soika 1941.  Katamenes priesneri ingår i släktet Katamenes och familjen Eumenidae. Inga underarter finns listade i Catalogue of Life.